# ヒダカソウカップ
ヒダカソウカップは、ホッカイドウ競馬で施行される地方競馬の重賞競走である。AIRDOが優勝杯を提供しており、正式名称は「AIRDO賞 ヒダカソウカップ」である。

## 概要
2015年に牝馬限定の重賞として新設された。ブリーダーズゴールドカップの前哨戦として7月に行われるノースクイーンカップのトライアル競走となっている。
ホッカイドウ競馬における競走格付けはH3。2017年から2022年まではH2であった。
創設時よりスタリオンシリーズに指定されている。

### 条件・賞金等（2025年）
出走条件
サラブレッド系3歳以上牝馬、地方全国交流で他地区所属馬の出走枠は4頭以下。
負担重量
別定
- ホッカイドウ所属馬は番組賞金1500万円超57kg、同1500万円以下56kg、同800万円以下55kg、同400万円以下54kg（3歳3kg減）
- 他地区所属馬は本年5月17日までの総収得賞金2500万円超57kg、2500万円以下56kg、1400万円以下55kg、700万円以下54kg（3歳3kg減）
- なお、上記より南半球産3歳は2kg減、同4歳は1kg減となる。

賞金額
1着500万円、2着140万円、3着105万円、4着70万円、5着35万円。
副賞
スタリオンシリーズに指定されており、マインドユアビスケッツの翌年度配合権利が優勝馬生産牧場への副賞となっている。

## 歴代優勝馬
| 回次 | 施行日        | 開催地 | 距離  | 優勝馬             | 性齢 | 所属   | タイム | 優勝騎手   | 管理調教師 |
| ---- | ------------- | ------ | ----- | ------------------ | ---- | ------ | ------ | ---------- | ---------- |
| 1    | 2015年5月21日 | 門別   | 1600m | ルージュロワイヤル | 牝3  | 北海道 | 1:42.0 | 阿部龍     | 角川秀樹   |
| 2    | 2016年5月24日 | 門別   | 1600m | ジュエルクイーン   | 牝4  | 北海道 | 1:43.0 | 伊藤千尋   | 田中正二   |
| 3    | 2017年6月22日 | 門別   | 1600m | ジュエルクイーン   | 牝5  | 北海道 | 1:39.8 | 五十嵐冬樹 | 田中正二   |
| 4    | 2018年6月21日 | 門別   | 1600m | ディナスティーア   | 牝6  | 北海道 | 1:43.4 | 山本咲希到 | 松本隆宏   |
| 5    | 2019年6月20日 | 門別   | 1600m | クオリティスタート | 牝5  | 北海道 | 1:43.0 | 宮崎光行   | 角川秀樹   |
| 6    | 2020年6月17日 | 門別   | 1600m | クオリティスタート | 牝6  | 北海道 | 1:44.0 | 桑村真明   | 角川秀樹   |
| 7    | 2021年6月16日 | 門別   | 1600m | ルナクレア         | 牝4  | 北海道 | 1:44.5 | 小野楓馬   | 田中淳司   |
| 8    | 2022年5月19日 | 門別   | 1600m | クーファアチャラ   | 牝5  | 北海道 | 1:43.9 | 落合玄太   | 田中淳司   |
| 9    | 2023年5月25日 | 門別   | 1600m | ネーロルチェンテ   | 牝6  | 北海道 | 1:42.6 | 石川倭     | 米川昇     |
| 10   | 2024年5月23日 | 門別   | 1600m | サンオークレア     | 牝5  | 北海道 | 1:41.8 | 石川倭     | 五十嵐冬樹 |
| 11   | 2025年5月22日 | 門別   | 1600m | ポルラノーチェ     | 牝4  | 北海道 | 1:42.8 | 落合玄太   | 田中淳司   |

競走結果の出典
- ヒダカソウカップ　歴代優勝馬 - 地方競馬全国協会